# Isa (Kagoshima)
Pour les articles homonymes, voir ISA.
Isa (伊佐市, Isa-shi) est une ville située dans la préfecture de Kagoshima, au Japon.

## Géographie

### Localisation
Isa est située dans le nord de la préfecture de Kagoshima.

### Démographie
En juin 2021, la population d'Isa était de 24 696 habitants, répartis sur une superficie de 392,56 km2.

### Hydrographie
La ville est traversée par le fleuve Sendai au sud.

## Histoire
La ville d'Isa a été créée en 2008 de la fusion de l'ancienne ville d'Ōkuchi avec le bourg de  Hishikari.